# Suków (gromada)
Suków – dawna gromada, czyli najmniejsza jednostka podziału terytorialnego Polskiej Rzeczypospolitej Ludowej w latach 1954–1972.
Gromady, z gromadzkimi radami narodowymi (GRN) jako organami władzy najniższego stopnia na wsi, funkcjonowały od reformy reorganizującej administrację wiejską przeprowadzonej jesienią 1954 do momentu ich zniesienia z dniem 1 stycznia 1973, tym samym wypierając organizację gminną w latach 1954–1972.
Gromadę Suków z siedzibą GRN w Sukowie utworzono – jako jedną z 8759 gromad na obszarze Polski – w powiecie kieleckim w woj. kieleckim, na mocy uchwały nr 13c/54 WRN w Kielcach z dnia 29 września 1954. W skład jednostki wszedł obszar dotychczasowej gromady Suków ze zniesionej gminy Dyminy w tymże powiecie. Dla gromady ustalono 16 członków gromadzkiej rady narodowej.
31 grudnia 1961 z gromady Suków wyłączono miejscowość Bukówka-Koszary o powierzchni 199 ha, włączając ją do Kielc.
Gromadę zniesiono 1 stycznia 1969, a jej obszar włączono do gromady Borków.
Do funkcji administracyjnych Suków powrócił z dniem 1 stycznia 1973 kiedy to utworzono gminę Suków (właściwie reaktywowano, ponieważ gmina Suków istniała także w drugiej połowie XIX wieku).